# Silvestro Durante
Silvestro Durante (* im 17. Jahrhundert; † 1672) war ein italienischer Kirchenmusiker und Komponist des 17. Jahrhunderts.
Durante, der als Schüler des Komponisten Giacomo Carissimi gilt, war von 1645 bis 1662 Kapellmeister der Basilika Santa Maria in Trastevere in Rom, wurde aber bereits im Dezember 1637 als „Maestro“ der Kirchenmusik der Basilika genannt. Auch im Jahr 1664 wird er noch als maestro di cappella benannt.
Werke Durantes sind unter anderem in der Düben-Sammlung der Universitätsbibliothek Uppsala überliefert.